# Velodrom
Velodrom er en arena til banecykling. Moderne velodromer har kraftigt hældende ovale baner, der består af to 180-graders cirkulære sving, der forbindes af to langsider. Langsiderne går over i de cirkulære sving gennem en modrat hældningskurve.
Blandt de mest kendte velodromer er velodromen i Roubaix, der bruges til afslutningen på cykelløbet Paris-Roubaix.
| Cykling | Spire Denne artikel om cykling er en spire som bør udbygges. Du er velkommen til at hjælpe Wikipedia ved at udvide den. |